# Mixtlán (kommun i Mexiko)
Mixtlán är en kommun i Mexiko.   Den ligger i delstaten Jalisco, i den centrala delen av landet, 600 km väster om huvudstaden Mexico City. Antalet invånare är 3 279.
Följande samhällen finns i Mixtlán:
- El Hollejo
- Emiliano Zapata